# Molophilus illperippa
Molophilus illperippa är en tvåvingeart som beskrevs av Günther Theischinger 1992. Molophilus illperippa ingår i släktet Molophilus och familjen småharkrankar. Inga underarter finns listade i Catalogue of Life.